# Pietro Fanna
Pietro Fanna (Grimacco, 23 juni 1958) is een voormalig voetballer uit Italië, die als aanvallende middenvelder uitkwam voor achtereenvolgens Atalanta Bergamo, Juventus, Hellas Verona, Internazionale en opnieuw Hellas Verona. Met Juventus won hij driemaal de Italiaanse landstitel (de Scudetto).

## Interlandcarrière
Fanna kwam tussen 1983 en 1985 tot dertien officiële interlands voor Italië. Onder leiding van bondscoach Enzo Bearzot maakte hij zijn debuut voor de nationale ploeg op 22 december 1983 in de EK-kwalificatiewedstrijd tegen Cyprus (3-1) in Perugia. Hij viel in die wedstrijd na 60 minuten in voor aanvaller Bruno Conti. In 1984 nam hij namens zijn vaderland deel aan de Olympische Spelen in Los Angeles, waar Italië als vierde eindigde.

## Erelijst
Juventus FC
- Serie A

1978, 1981, 1982
- Coppa Italia

1979
 Hellas Verona
- Serie A

1985
 Internazionale
- Serie A

1989